# برايان كروزير
برايان كروزيّر (بالإنجليزية: Brian Crozier)‏ هو مؤرخ وصحفي أسترالي، ولد في 4 أغسطس 1918، وتوفي في 4 أغسطس 2012.